# مورلي بيل
مورلي بيل هو سياسي كندي، ولد في 14 يناير 1894، وتوفي في 2 يوليو 1976.